# Семуан
Семуа́н (фр. Semoine) — коммуна во Франции, находится в регионе Шампань — Арденны. Департамент — Об. Входит в состав кантона Арси-сюр-Об. Округ коммуны — Труа.
Код INSEE коммуны — 10369.
Коммуна расположена приблизительно в 130 км к востоку от Парижа, в 37 км юго-западнее Шалон-ан-Шампани, в 45 км к северу от Труа.

## Население
Население коммуны на 2008 год составляло 219 человек.
| 1962 | 1968 | 1975 | 1982 | 1990 | 1999 | 2008 |
| ---- | ---- | ---- | ---- | ---- | ---- | ---- |
| 250  | 277  | 250  | 221  | 182  | 180  | 219  |

## Экономика

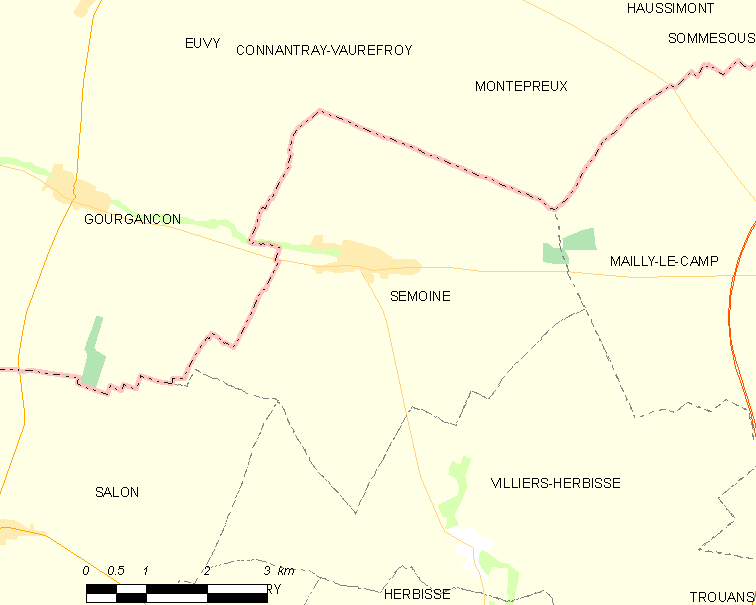
Карта коммуны

В 2007 году среди 131 человек в трудоспособном возрасте (15—64 лет) 94 были экономически активными, 37 — неактивными (показатель активности — 71,8 %, в 1999 году было 67,9 %). Из 94 активных работали 75 человек (48 мужчин и 27 женщин), безработных было 19 (9 мужчин и 10 женщин). Среди 37 неактивных 7 человек были учениками или студентами, 13 — пенсионерами, 17 были неактивными по другим причинам.